# قائمة سفراء دولة فلسطين لدى إيطاليا
سفير دولة فلسطين لدى إيطاليا هو ممثل دولة فلسطين الرسمي لدى إيطاليا. يشغل منصب سفير سفارة دولة فلسطين لدى إيطاليا حاليًا عبير عودة وذلك منذ سبتمبر 2019. يقع مقر السفارة في شارع ”جويدو بتشيلي” في حي سان سابا في روما. سمحت إيطاليا بوجود بعثة لمنظمة التحرير الفلسطينية لديها عام 1974.
في مايو 2011، وافق الرئيس الإيطالي جورجيو نابوليتانو على رفع مستوى التمثيل الدبلوماسي الفلسطيني لدى إيطاليا، وفي 30 نوفمبر 2011 مُنح المفوض الفلسطيني العام صفة سفير.
في 10 يناير 2012، قدم صبري عطية أوراق اعتماده بصفة السفير ويُعد أول ممثل فلسطيني لدى إيطاليا بصفة السفير.

## قائمة السفراء
| الترتيب                                                        | رئيس البعثة الدبلوماسية | تاريخ الاعتماد الدبلوماسي | تاريخ الانتهاء | رئيس منظمة التحرير الفلسطينية | رئيس إيطاليا      | ملاحظات |
| -------------------------------------------------------------- | ----------------------- | ------------------------- | -------------- | ----------------------------- | ----------------- | --- |
| 1                                                              | وائل زعيتر              | غ/م                       | 16 أكتوبر 1972 | ياسر عرفات                    | جيوفاني ليوني     | كان معتمد حركة فتح في روما، ولاحقًا ممثل منظمة التحرير الفلسطينية. اغتالته إسرائيل في 16 أكتوبر 1972 في روما.                        |
| تأسس مكتب ممثلية منظمة التحرير الفلسطينية في روما في عام 1974. |                         |                           |                |                               |                   | |
| 2                                                              | نمر محمد حماد           | 1974                      | 2005           | ياسر عرفات محمود عباس         | جيوفاني ليوني     | عُين في 2006 مستشارًا للرئيس الفلسطيني.                                                                                               |
| 3                                                              | صبري حج أسعد عطية       | 2006                      | 2013           | محمود عباس                    | كارلو تشامبي      | |
| 4                                                              | مي الكيلة               | 1 أكتوبر 2013             | 2019           | محمود عباس                    | جورجيو نابوليتانو | كانت سفيرةً لدى تشيلي في الفترة ما بين 2005–2013، وهي عضو في المجلس الثوري الفلسطيني، وعُينت في 2019 وزيرةً للصحة في حكومة محمد اشتية. |
| 5                                                              | عبير عودة               | 25 أكتوبر 2019            | لا تزال        | محمود عباس                    | سيرجيو ماتاريلا   | عُينت وزيرةً للاقتصاد الوطني في التعديل الوزاري الأول لحكومة رامي الحمد الله الثالثة.                                                 |